# 伊戈尔·安特罗片科
伊戈尔·亚历山德罗维奇·安特罗片科（俄語：Игорь Александрович Антропенко，羅馬化：Igor' Aleksandrovich Antropenko，1969年12月12日—）是俄罗斯政治人物，第8届国家杜马会议代表。
安特罗片科于1993年毕业于鄂木斯克国立大学法学院。随后又在俄罗斯联邦总统国民经济与国家行政学院和莫斯科动力学院继续深造。2004年，他获得内务部鄂木斯克学院法学副学士学位。 2012年至2016年，他担任鄂木斯克市议会代表，与公正俄罗斯党一起竞选。自2013年起，他成为鄂木斯克机电厂董事会成员。他曾两次（2017年、2021年）参加鄂木斯克市长选举，但均未成功。
自2021年9月起，他他以统一俄罗斯党成员的身份代表鄂木斯克出席第8届国家杜马会议。
伊戈尔·安特罗彭科已婚并育有两个孩子。

## 制裁
他是美国财政部于2022年3月24日因2022年俄乌战争而受到制裁的国家杜马成员之一。出于同样的原因，他也招到英国政府的制裁。